# ヴァシル・バルヴィンスキー
ヴァシル・オレクサンドロヴィチ・バルヴィンスキー（ウクライナ語: Василь Олександрович Барвінський 1888年2月20日 - 1963年6月9日）は、ウクライナの作曲家、ピアニスト、指揮者、教師、音楽学者、音楽界の重鎮。
バルヴィンスキーは世界的な認知を得たウクライナの作曲家の先駆けであった。彼の作品はソビエト連邦のみならず、ウィーン、ライプツィヒ、ニューヨーク、日本でも出版された。リヴィウの音楽系高等教育機関であったリヴィウ音楽院を率いており、当時の音楽界の頂点に君臨する人物と目されていた。今日、ウクライナのドロホブィチにはバルヴィンスキーの名を冠した音楽大学が存在する。

## 生涯
1888年2月20日、当時オーストリア＝ハンガリー帝国領であったテルノーピリに生まれた。古くは貴族の家系の出身であった。父のオレクサンデル・バルヴィンスキーはロシアのよく知られた教育者、政治家、著名人であり、1917年にはオーストリア上院議員に任用されている。母は歌手、ピアニストであり、ヴァシルに音楽の手ほどきを施した。
バルヴィンスキーはリヴィウ音楽院で本格的な音楽教育を受けた。その後プラハに移ってさらなる研鑽を積んだ。彼の師にはヴィレーム・クルツ（ピアノ）、ヴィーチェスラフ・ノヴァーク（作曲）らがいる。彼自身が教壇に立つようになって初めて教えた生徒の中には、ステファニア・トゥルケヴィチがいた。彼は1939年にソロミヤ・クルシェルニツカの名を冠する音楽学校を設立している。
1948年、バルヴィンスキーはソビエト当局に告発され、10年の収監の判決を受けた。彼の作品は差し止められることになる。1958年に釈放されて社会復帰を果たすと、彼は内務人民委員部に破棄された作品の再構築を試みたが、1963年の彼の死後も多くの失われた楽曲は再発見できぬままとなってしまった。

## 作品
バルヴィンスキーは約30作品を作曲した。その作品は「円熟味、思慮深さ、繊細さ」が印象的であるとされる。作品はバレエとオペラを除く様々なジャンルに書かれている。彼のスタイルは後期ロマン派に印象主義的な特徴を加味したもので、さらにウクライナの民謡から強く影響を受けている。バルヴィンスキー自身の作品の多くは散逸してしまったが、彼の創作の遺伝子はその大部分が遺り、世界各地で演奏されている。
バルヴィンスキー作品のタイトルの定訳はないと思われるが、この節の日本語作品名は理解の補助のため試訳として掲載してある。
- 『ウクライナ狂詩曲』（Ukrayinska Rapsodiya - Українська рапсодія）
- ピアノ曲集 『愛』 （Liubov - Любов）
- ピアノソナタ 嬰ハ短調
- ピアノ三重奏曲イ短調
- ピアノのための前奏曲集
- ピアノ協奏曲 ヘ短調
- ウクライナ民謡の主題による5つの小品
- ピアノ曲集『Koliadky i Shchedrivky』 （Колядки і щедрівки）
- 子どものためのピアノ曲集『僕らの太陽はピアノを弾いている』 （Nashe Sonechko Hraye na Fortepiano - Наше сонечко грає на фортепіано）
- 『ウクライナ組曲』 （Ukrayinska syuyita - Українська сюїта）
- 『レムコ組曲』 （Lemkivska syuyita - Лемківська сюїта）
- 『レムコの踊り』 （Lemkivski tantsi - Лемківські танці）

合唱用商品
- 『陽はもう落ちて』 （Uzhe sonechko zakotylosia - Уже Сонечко Закотилося）

児童合唱
- 『クリスマスツリーの上で』 （Na yalynku - На ялинку）
- 『夏』 （Lito - Літо）
- 『学生の歌』 （Pisnia Shkoliariv - Пісня школярів）

民謡の編曲
- 『丘の上に2本のオークがある』 （Tam na hori dva dubky - Там на горі два дубки）
- 『2つのレムコの民謡』 （Dvi lemkivski narodni pisni - Дві Лемківські народні пісні）

6つの民謡のピアノ独奏編曲 1912年作曲
- Yanhil-yahilochka (Ягіл-ягілочка)
- Oi, khodyla divchyna berizhkom (Ой, ходила дівчина беріжком)
- Chy ty virno mene liubysh (Чи ти вірно мене любиш)
- Vyishly v pole kosari (Вийшли в поле косарі)
- Oi, ziydy, ziydy, yasen misiatsiu (Ой, зійди, зійди, ясен місяцю)
- 子守唄 Oi Khodyt Son (Ой ходиь сон)

室内楽曲
- チェロソナタ
- チェロのための夜想曲 （1910年）
- 民謡の主題によるチェロのための変奏曲 （1918年） （Variatsiyi na temu narodnoyi pisni "Oi, pyla, pyla ta Lymerykha na medu" - Варіації на тему народної пісні "Ой, пила, пила та Лимериха на меду"）
- ヴィオラのための『ドゥムカ』（Думка） （1920年）
- ヴィオラとピアノのためのソナタと組曲
- ヴィオラのための組曲 （1927年）
- ピアノと5つの弦楽器のための六重奏曲
- 弦楽四重奏曲『Molodijniy』 （1941年出版）
- 弦楽四重奏曲変ロ長調
- ヴァイオリンのための『Humoreska』、『Sumna Pisnia』、『Kozachok』、『Metelytsia』、『Pisnia bez sliv』（『Harodna Melodiya』としても知られる）

## 音楽関連著作
- 『リヴィウのベーラ・バルトーク』 （Bela Bartok U Lvovi - Бела Барток у Львові）
- 『ウクライナ音楽史概観』 （Ohliad istoriyi ukrayinskoyi muzyky - Огляд історії української музики）
- 『ウクライナの音楽』 （Ukrayinska muzyka -Українська музика）
- 『ウクライナ音楽の新時代』 （Steshko及びLiudkevychと共著）（Nova doba ukrainskoyi muzyky -Нова доба української музики）
- 『ミコラ・リセンコに関する私の記憶』 （1937年） （Moyi spohady pro Mykolu Lysenka - Мої спогади про Миколу Лисенка）
- 『ヴィクトル・コセンコ』 （1939年）
- 『V・ノヴァークの創作』 （Tvorchist V. Novaka - Творчість В. Новака）
- 『ウクライナ民謡とウクライナの作曲家たち』 （プラハ、1914年） （Ukrayinska narodna pisnia i ukrayinski kompozytory -Українська народна пісня і українські композитори）
- 『ウクライナ民謡の特徴とその研究』 （Kharakterystyka ukrayinskoyi narodnoyi pisni ta yiyi doslidzhennia - Характеристика української народної пісні та її дослідження）